# PGA Tour Latinoamérica
De PGA Tour Latinamérica (voorheen Tour de las Américas) is een serie golftoernooien in Latijns-Amerika.  
De PGA Tour Latinamérica heeft met behulp van de Amerikaanse PGA Tour in 2012 de Tour de las Américas overgenomen, inclusief de werknemers. De opzet van de nieuwe Tour is anders. De top-5 spelers van de Order of Merit promoveren naar de Web.com Tour.
In 2012 bestond het seizoen uit 11 toernooien die tussen september en december gespeeld werden in zeven verschillende Latijns-Amerikaanse landen. In 2013 wordt dat gesplitst in twee periodes, maart-mei, als het daar herfst is, en oktober-december, als het daar voorjaar is. 
Deze toernooien worden beloond door punten op de wereldranglijst. Aangezien het niveau van de Tour nog laag is, krijgt de winnaar 6 punten. Alle toernooien hebben 144 spelers, waarvan de top-50 plus ties de cut halen.
In 2013 kreeg de Tour een Japanse hoofdsponsor, waardoor de naam veranderde in  NEC Series - PGA Tour Latinamérica.

## Order of Merit
| Jaar                   | Winnaar                | Land                   | Prijzengeld (US$)      |
| PGA Tour Latinoamérica | PGA Tour Latinoamérica | PGA Tour Latinoamérica | PGA Tour Latinoamérica |
| ---------------------- | ---------------------- | ---------------------- | ---------------------- |
| 2013                   | Ryan Blaum             | USA                    | 99.135                 |
| 2012                   | Ariel Cañete           | ARG                    | 91.396                 |
| Tour de las Américas   |                        |                        |                        |
| 2012                   | Marco Ruiz             | PAR                    |                        |
| 2011                   | Joaquín Estévez        | ARG                    |                        |
| 2010                   | Julián Etulain         | ARG                    |                        |
| 2009                   | Peter Gustafsson       | SWE                    |                        |
| 2008                   | Estanislao Goya        | ARG                    | 58.104                 |
| 2007                   | Miguel Rodríguez       | ARG                    | 60.180                 |
| 2006                   | Fabrizio Zanotti       | PAR                    | 68.790                 |
| 2005                   | Daniel Barbetti        | ARG                    | 41.514                 |
| 2004                   | Rafael Gómez           | ARG                    | 59.220                 |
| 2003                   | Eduardo Argiro         | ARG                    | 48.174                 |
| 2001–02                | Rafael Gómez           | ARG                    | 55.987                 |
| 2000–01                | Angel Romero           | COL                    | 49.396                 |

## Schema
De aangegeven datum is de laatste dag van het toernooi.  Tussen haakjes staat het aantal overwinningen op deze Tour, inclusief dat toernooi.

### 2012
| Datum | Toernooi                                 | Land                   | Winnaar                 | OWGR pts |
| ----- | ---------------------------------------- | ---------------------- | ----------------------- | -------- |
| 08-09 | Mundo Maya Open                          | Mexico                 | Tommy Cocha (1)         | 6        |
| 16-09 | TransAmerican Power Products Open        | Mexico                 | Ariel Cañete (1)        | 6        |
| 23-09 | Arturo Calle Colombian Open              | Colombia               | Matías O'Curry (1)      | 6        |
| 06-10 | Brazil Open                              | Brazilië               | Clodomiro Carranza (1)  | 6        |
| 14-10 | Roberto De Vicenzo Invitational Copa NEC | Argentinië             | Alan Wagner (1)         | 6        |
| 04-11 | Lexus Peru Open                          | Peru                   | Sebastián Salem (1)     | 6        |
| 11-11 | Dominican Republic Open                  | Dominicaanse Republiek | Oscar Fraustro (1)      | 6        |
| 18-11 | Puerto Rico Classic                      | Puerto Rico            | Sebastian Vazquez (1)   | 6        |
| 02-12 | Arturo Calle Colombian Coffee Classic    | Colombia               | Sebastián Fernández (1) | 6        |
| 09-12 | Olivos Golf Classic-Copa Personal        | Argentinië             | Ariel Cañete (2)        | 6        |
| 16-12 | Visa Open de Argentina                   | Argentinië             | Ángel Cabrera (1)       | 6        |

### 2013
Het seizoen werd opgesplits in een voorjaarsserie en een najaarsserie, elk van zeven toernooien. Alle toernooien hadden een prijzengeld van US& 150.000.
| Datun         | Toernooi                                 | Land                   | Winnaar                     | OWGR pts      |
| Spring Series | Spring Series                            | Spring Series          | Spring Series               | Spring Series |
| ------------- | ---------------------------------------- | ---------------------- | --------------------------- | ------------- |
| Mar 17        | Abierto Mexicano de Golf                 | Mexico                 | Ted Purdy (1)               | 6             |
| Mar 24        | TransAmerican Power Products CRV Open    | Mexico                 | Manuel Villegas (1)         | 6             |
| Apr 21        | Abierto del Centro                       | Argentinië             | Ángel Cabrera (2)           | 8             |
| Apr 28        | Roberto De Vicenzo Invitational Copa NEC | Uruguay                | José de Jesús Rodríguez (1) | 6             |
| May 5         | Arturo Calle Colombian Open              | Colombia               | Timothy O'Neal (1)          | 6             |
| May 19        | Mundo Maya Open                          | Mexico                 | Jorge Fernández-Valdés (1)  | 6             |
| Jun 1         | Dominican Republic Open                  | Dominicaanse Republiek | Ryan Blaum (1)              | 6             |
| Fall Series   |                                          |                        |                             |               |
| Oct 13        | Puerto Rico Classic                      | Puerto Rico            | Ryan Sullivan (1)           | 6             |
| Oct 20        | Brazil Open                              | Brazilië               | Ryan Blaum (2)              | 6             |
| Nov 3         | Arturo Calle Colombian Classic           | Colombia               | José de Jesús Rodríguez (2) | 6             |
| Nov 10        | Lexus Peru Open                          | Peru                   | Julián Etulain (1)          | 6             |
| Nov 24        | Abierto de Chile                         | Chili                  | Timothy O'Neal (2)          | 6             |
| Dec 1         | Personal Classic                         | Argentinië             | Fabián Gómez (1)            | 6             |
| Dec 8         | Visa Open de Argentina                   | Argentinië             | Marcelo Rozo (1)            | 8             |